# バージニア大学

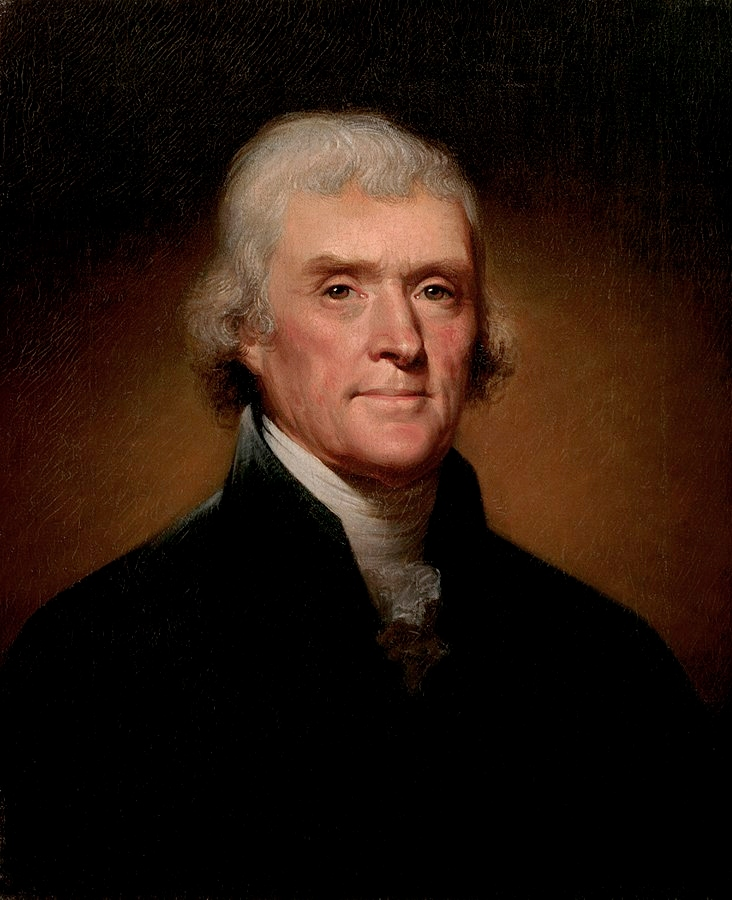
トーマス・ジェファーソン肖像（第3代アメリカ大統領、1743年生-1826年没）

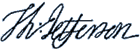
T・ジェファーソンの署名

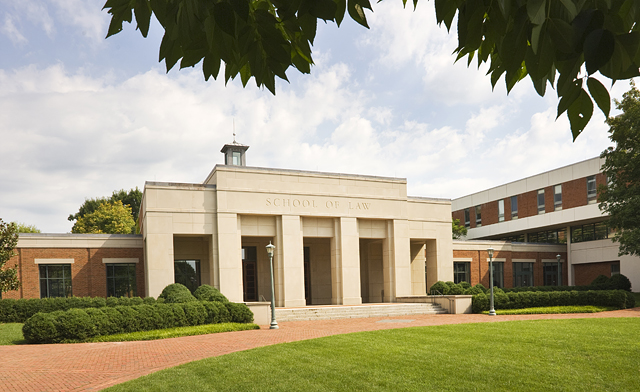
バージニア大学ロースクール（Virginia Law）

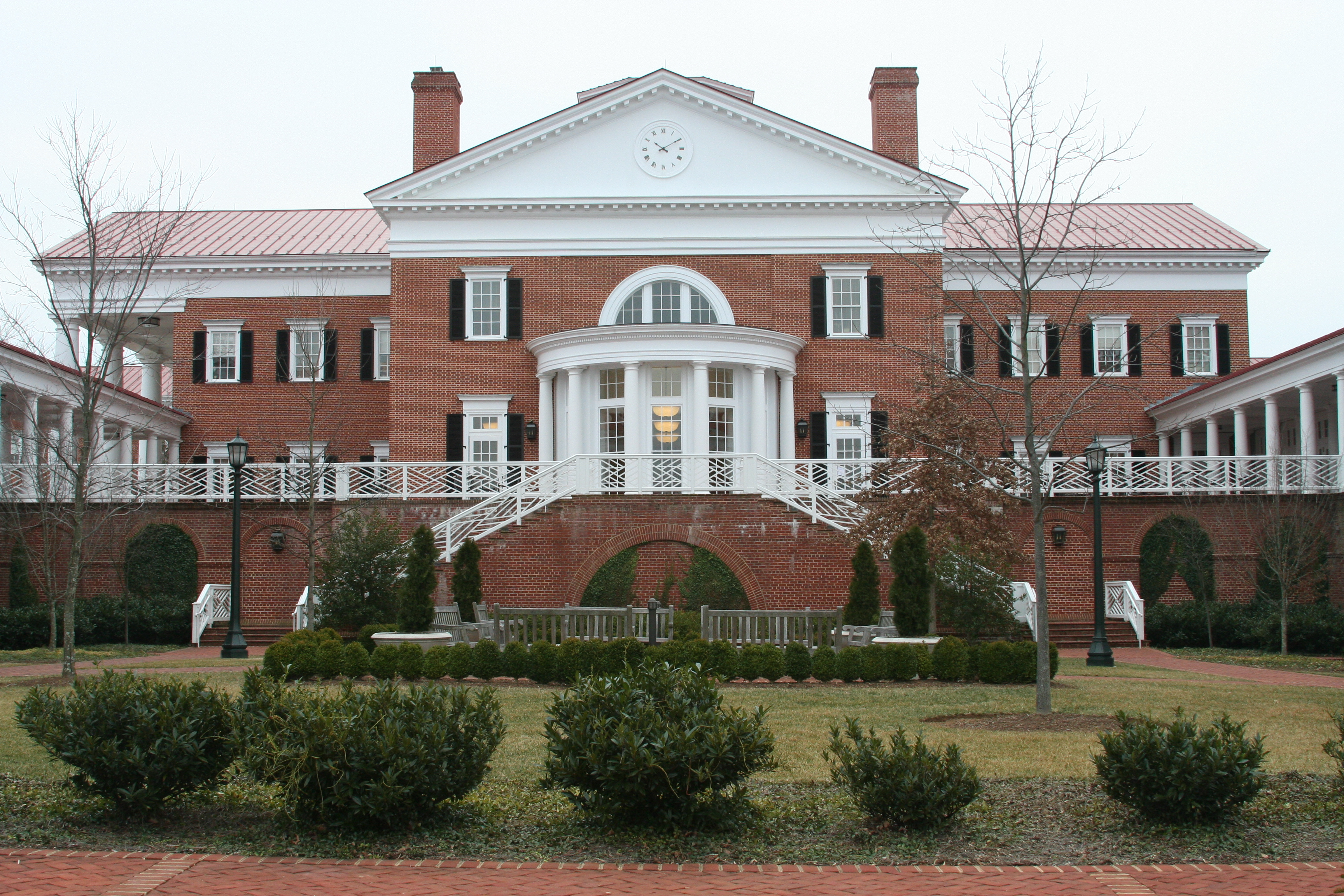
ダーデン・スクール・オブ・ビジネス（UVA経営大学院）

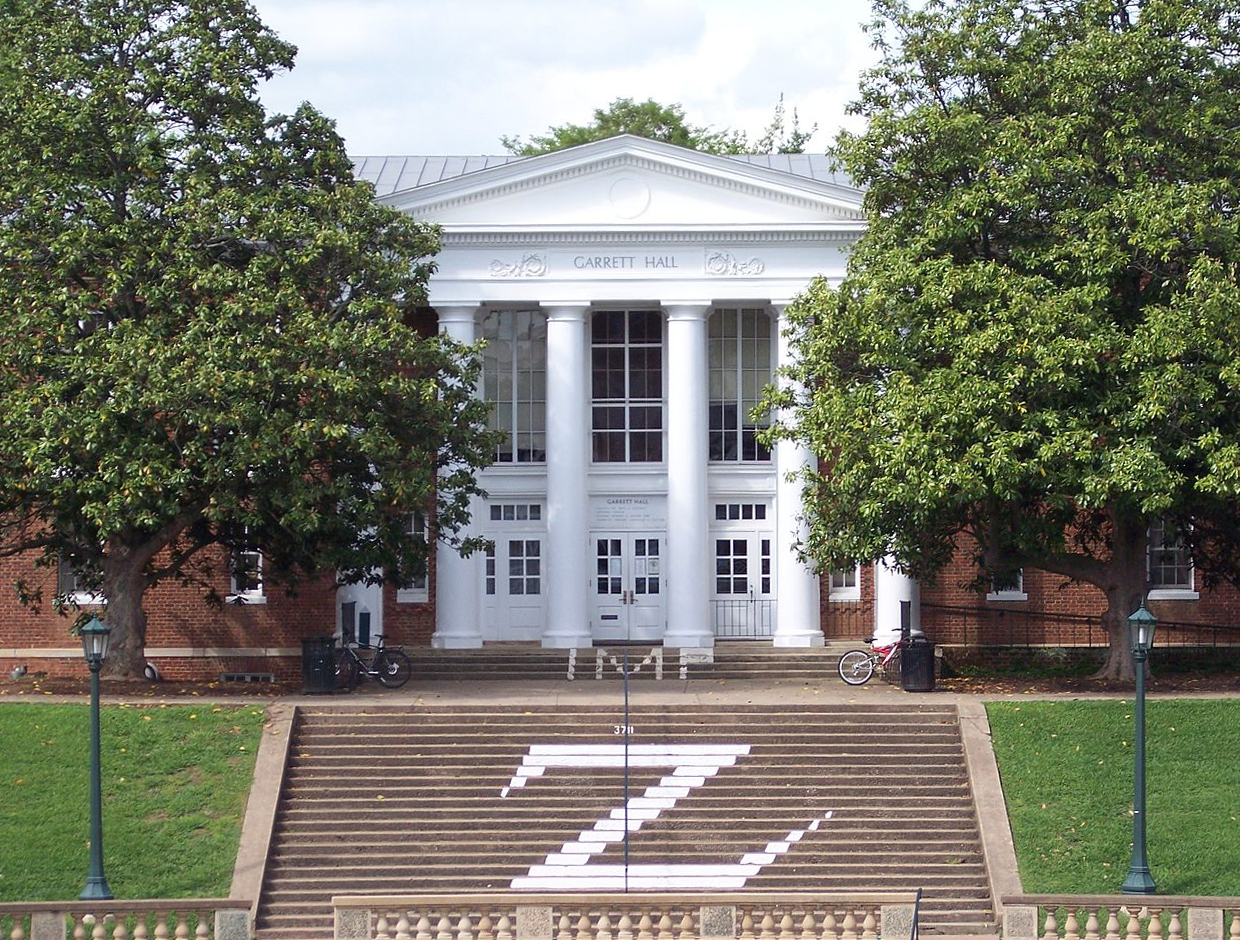
フランク・バッテン・リーダーシップ公共政策大学院

バージニア大学（バージニアだいがく、英語: University of Virginia、通称UVA ユーヴィーエー）は、アメリカ合衆国バージニア州シャーロッツビルに本部を置くアメリカ合衆国の州立大学で設立は1819年。パブリック・アイビーに列する名門大学である。
創立者はアメリカ合衆国建国の父で「独立宣言」起草者、第3代アメリカ合衆国大統領を務めたトーマス・ジェファーソンであり、長い歴史と伝統のある世界有数の大学の一つである。合衆国の大統領をはじめ、多くの政治家や法律家、ノーベル賞受賞者を輩出した。
T・ジェファーソン自ら、本学の教科課程や建築群の原型を創案し、大学を誇りにして、3つの功績のひとつだからと生前、自分の墓の碑文に「バージニア大学の父」と刻むように言いおいたほどである。ジェファーソンの伝統を受け継ぐ本学は政治と経済、法学の分野を代表し、幅広い分野の学問を提供する学府として国際的にも極めて評価が高く、3学府はほとんどの評点において非常に高い評点を得ている。『時代を牽引するリーダーを養成する』というジェファーソンの建学の精神は今も引き継がれ、ウィルソン大統領、ケネディ兄弟をはじめ、各界へ多くの著名人を輩出してきた。
バージニア大学の合格難度は最高レベルを極め、世界各国から最も優秀な学生たちが選び抜かれて学問やスポーツに打ち込もうと集まり、著名な政治家や法律家ばかりか、プロスポーツ選手も多く輩出してきた。バスケットボールや野球、テニスやラクロス、サッカーにおいては、全米チャンピオンに輝く超強豪校である。
バージニア大学のキャンパスは、歴代、全米で最も美しいキャンパス（全米ランキング１位）と称される程の景観で知られる。キャンパスは荘厳な美しさの中に息づく重厚さに溢れた校風は、伝統を重んじる格式と気品の高さを受け継いできた。1987年にはモンティチェロとあわせて『シャーロッツビルのモンティチェロとバージニア大学』として世界遺産に登録された。
リバンナ川を望む丘にあるシャーロッツビルは、都市名がイギリス王ジョージ3世のシャーロット王妃に由来し、集落が町として整備されたのは18世紀ごろにさかのぼる。都市番付の「シティーズ・ランクド・アンド・レイテッド」（Cities Ranked and Rated）の2004年の総合評価によると、学生の知性と活気、伝統と美しい自然の3拍子揃った町として、気候や物価なども含めてアメリカ国内で最も住みやすい都市に選ばれており、まさに学生生活を送るのに最適な環境である。

## 沿革
1819年に創立されたが、 最初の学生が入学したのは1825年の3月であった。ジェファーソンは翌年に亡くなるまで日曜日ごとに、大学に近い自宅「モンティチェロ」で夕食会を開いて、招かれた教授と学生の中にはエドガー・アラン・ポーもいた。
本学はトーマス・ジェファーソン以外にも、大統領を含む多くの政治家たちにより築かれ、また同時に輩出してきた。1826年、第4代大統領ジェームズ・マディソンが学長の座に着くと、第5代大統領ジェームズ・モンローは当時の本学評議会の一員として学内に家も建てている。第28代ウッドロウ・ウィルソン大統領は本学のロー・スクールに通い、暗殺されたロバート・ケネディ大統領候補とその弟エドワード・ケネディも、やはりこのロースクールの卒業生である。その他、3人の合衆国最高裁判所裁判官、軍医総監を2名に加えて、 下院議長と上院多数党院内総務、国務長官と国防長官、エネルギー長官と運輸長官、財務長官と海軍長官、さらに欧州連合と北大西洋条約機構の事務総長などが同窓生である。
パブリック・アイビーとは、バージニア大学を表すために考案した造語で、発案者ウィリアム・フォークナーはピューリッツァー賞受賞者でノーベル賞受賞者でもある。北東部のアイビー・リーグすら、まだその草創期であった当時、本学は学部の一部をコーネル大学のように私立化し、アイビー・リーグに入ることを検討していた。ちなみにフォークナーは、のちに大学の住み込み作家となり、1962年に没するまで学内に仕事場を構えている。
入学を許されたのは1950年まで白人限定、また1970年以前は男子のみであったが、現在、バージニア大学の人種構成は非常に多様である。新入生で2008年卒業予定の学年は、黒人が10%、アジア系が14%、ヒスパニック系5%、その他5%の構成である。海外留学生も5%を数え、自分自身を白人と答える生徒の割合は、3分の2以下にとどまった。
2004年、本学はアメリカの公立大学初の事例として、個人から贈られた寄付金総額が大学が受ける州の助成金を上回った。州議会が直面する予算削減に影響されない自由な経営を目指すため、バージニア大学とバージニア工科大学、 ウィリアム・アンド・メアリー大学の3校は「チャーター制度」に取り組んだ。
2017年8月、「ユナイト・ザ・ライト・ラリー」集会の前夜、シャーロッツビル市が現存の南軍戦士の像を完全撤去すると決定した後、非バージニア州民で学籍を持たない白人主義者のグループが松明を持って本学の芝生広場を行進し、反ユダヤ主義やナチスのスローガンを唱えた。 デモ隊はロトゥンダ前のトーマス・ジェファーソン像の近くで学生の抗議者と喧嘩になり、死亡者を1名出す騒動となった。
2022年11月13日、アメリカンフットボール部の部員3人が銃撃されて死亡した。容疑者は同部の2018年シーズンの部員で高校時代はランニングバックを務めながら、故障が長引いたために正選手として練習が認められなかった人物である。

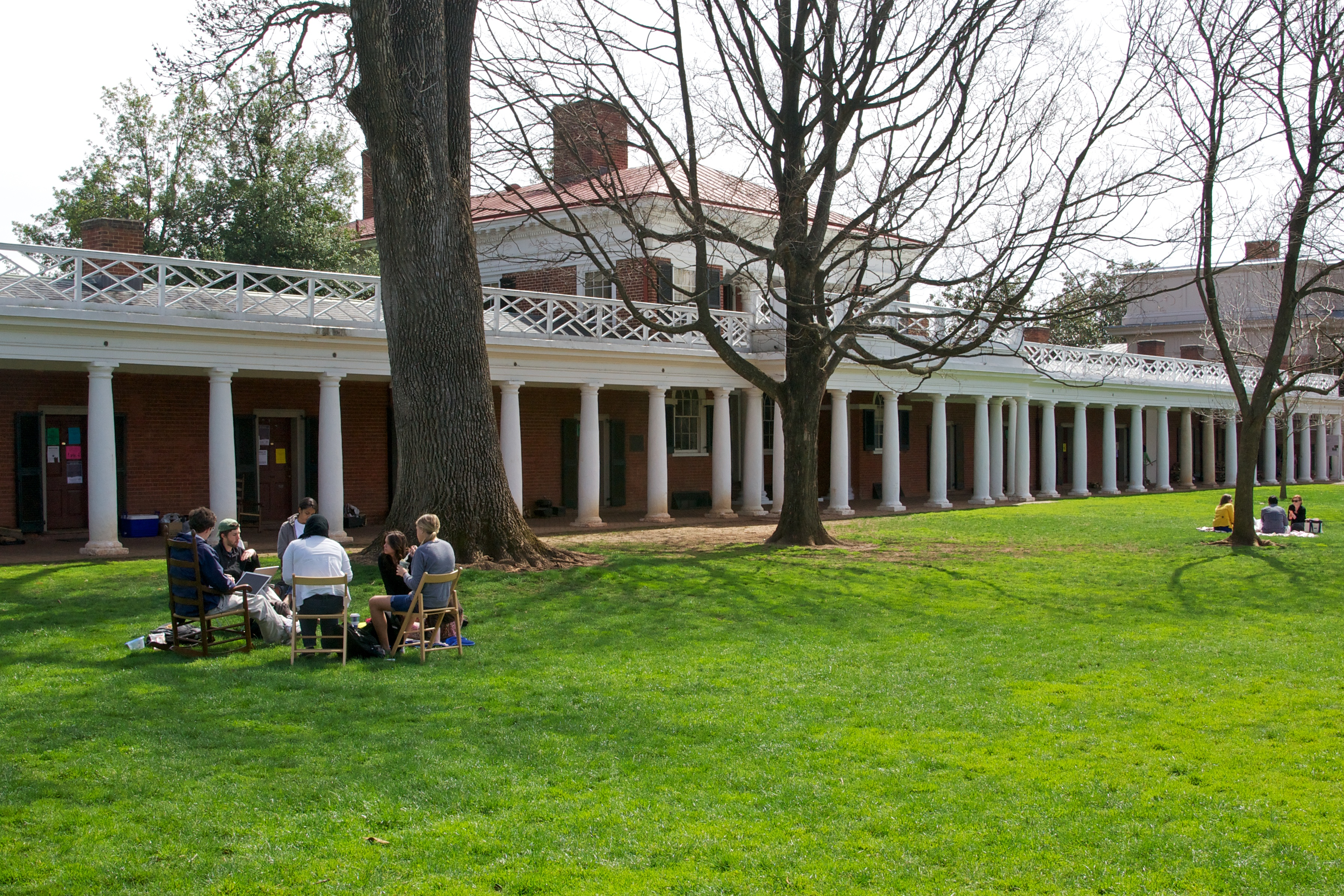
学内の8号館（VIII）

## 建築
ジェファーソンは政界のみでなく、建築界でも偉大な功績を残しており、バージニア大学の建物群も設計を手がけた。ジェファーソンは大学を「アカデミカル・ヴィレッジ（Academical Village＝小さな学府）」と呼び、教師と学生が共同体として学びあう大学を理想とした。また本学では学内の敷地を「グラウンズ」（Grounds＝学内）と称して、キャンパスとは呼ばない。
ジェファーソンの設計にしたがい、広い芝生の区画「ローン」（Lawn）を中心にして、学生および教授の住居や教室が囲んだ。中心点を占める建物はロタンダと呼ばれ、 ローン北側に配置した。この建物はローマのパンテオンをモデルとしており、そのおよそ半分の実寸である。ローンとロタンダは多くの大学の建築に参照され、デューク大学の東キャンパスやマサチューセッツ工科大学のキリアン・コート（Killian Court）などにも応用された。
ロタンダの両端からローンを囲むように立つ「パビリオン」は東西に5棟ずつ合計計10棟あり、その間を繋ぐように学生寮が並ぶ。パビリオンはそれぞれ建築様式が異なり、裏側に置かれた「庭園」（Garden）は、目隠しにジェファーソン建築独得の波型のレンガ壁〔ヘビの壁面〕（serpentine walls）で囲んである。本学はアメリカでユネスコの世界遺産に登録された建築群として、ジェファーソンの旧宅「モンティッチェロ」、自由の女神など3点の一つであり、その価値は非常に高い。
大学の発展に伴って手狭になったため、1851年からロタンダの増築工事が始まると、1895年10月27日、増築部分から出火する。ロタンダを火災から守ろうとしたW・「レッディ」・エコルズ教授（William "Reddy" Echols）はおよそ45kgのダイナマイトを投げつけて増築部分からロタンダを切り離そうと試みたが、逆にその爆薬が原因でロタンダ本体も焼失してしまう。大学側はロタンダの再建を、当時の著名な建築家スタンフォード・ホワイトに依頼した。ホワイトは増築部分は再建せず、代わりにローンの南側に建物を3棟、新築している。またロタンダの内装も、本来の3階建てを2階建てに改築した。
ロタンダはアメリカ合衆国独立200周年に合わせて1976年に改修し、ジェファーソンが引いた本来の図面どおりに復元した。内装を3階建てに戻すと、ジェファーソンの誕生日4月13日に一般開放を再開した。イギリスのエリザベス2世女王は200周年記念を祝うため訪米中にローンを散策し、ロタンダ館内の丸天井の大広間（Dome Room）で昼食をとっている。
1994年には明仁天皇と美智子皇后（当時）が訪れた。大学主催のノーベル賞受賞者を招いた1998年式典には、ダライ・ラマ14世とデズモンド・ムピロ・ツツが列席した。
2010年代からロタンダの大広間は学位論文の発表を行う場でもあり、また階段室はアカペラのコンサートなど、様々な行事の会場に使われる。

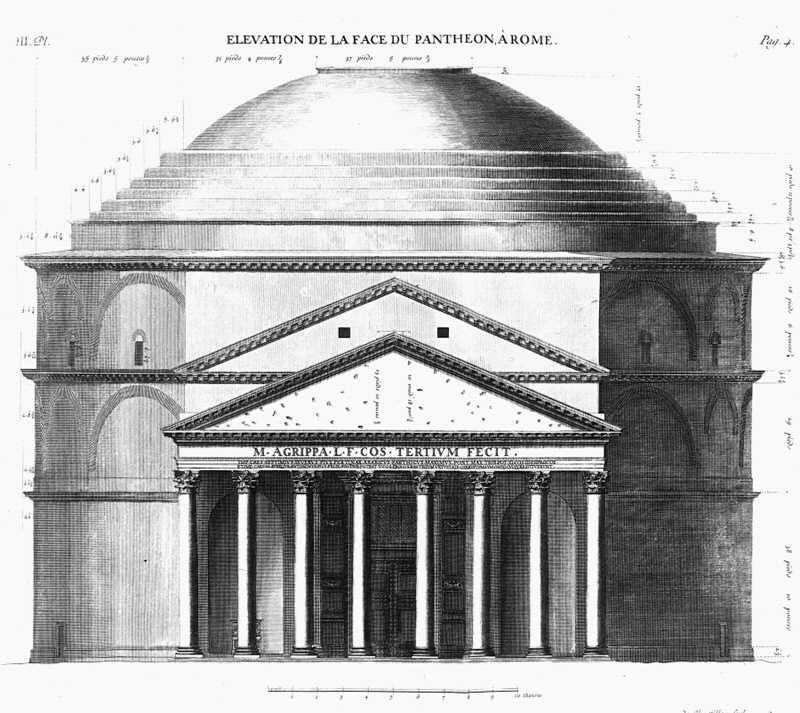
パンテオン (ローマ)

## アカデミック・ランキング

### 全米州立大学ランキング
- 『BUSINESS INSIDER』ランキング：第1位[23]
- US NEWSランキング : 第2位[24]
- NICHEランキング：第2位[25]

### 全米大学ランキング
- 『BUSINESS INSIDER』ランキング：第9位[23]
- 『US NEWS』ランキング : 第23位[24]
- NICHEランキング：第28位[25]

### 全米UNDERGRADUATE BUSINESS SCHOOLランキング
ビジネススクール系学部の番付
- POETS & QUANTSランキング：第2位[26]
- VALUE COLLEGESランキング : 第3位[27]
- US NEWSランキング：第8位[28]

#### 他の評価
- 2018年の投資回収（ROI※）5年限最適ビジネススクール：第1位[29]（"※"＝Return On Investment）
- 2018年の年間ビジネススクール表彰[30]

### US NEWS主要研究課程ランキング
- 経済学部: 第5位
- 英語学部: 第12位
- 歴史学部: 第19位
- 心理学部: 第28位
- コンピューター工学部: 第29位
- 物理学部: 第36位
- 政治学部: 第37位
- 社会学部: 第38位
- 工学部: 第39位
- 生物学部: 第42位
- 数学部: 第44位
- 化学部: 第50位

#### 専門大学院
- 法科大学院: 第4位
- 経営学大学院（MBA）: 第10位
- 医科大学院: Tier 2
- 教育学大学院: 第8位

### 主要世界大学ランキング
- THE BEST SCHOOLS世界大学ランキング：第58位（2018年度）[31]

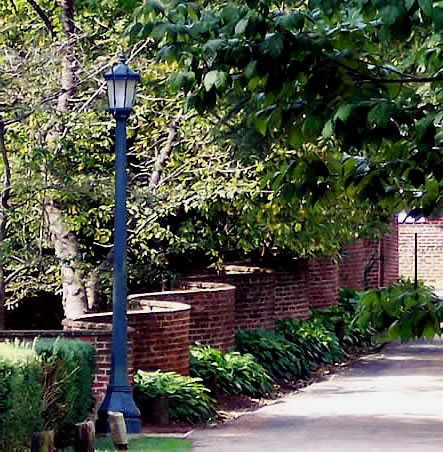
通称〔ヘビの壁面〕

- CWUR世界大学ランキング：
  - 第41位（2015年度）
  - 第40位（2016、2017年度）
  - 第79位（2018年度）[32]

## 教育機関
- School of Architecture
- College of Arts & Sciences
- School of Continuing and Professional Studies
- School of Education and Human Development
- Darden Graduate School of Business Administration
- School of Engineering and Applied Science
- School of Law
- McIntire School of Commerce
- School of Medicine
- School of Nursing
- College at Wise -ワイズ市にあるサテライト・キャンパス

## スポーツ
バージニア大学のスポーツチームの愛称はキャバリアーズ（Cavaliers）である。マスコットの騎士はバージニア州に「古い領地」（Old Dominion）という愛称がついた時代を象徴し、当時、バージニア州は清教徒革命時代のイギリスの王制支持者が多く、キャバリアーと呼ばれる騎士が実在した。もうひとつの非公式なニックネームをWahoos（ワフーズ）と言い、略してHoos（フーズ）とも呼ばれる。もともと学生の間だけで呼ばれた愛称だが、 今ではどちらもメディアが使っている。
バージニア大学は、1953年からアトランティック・コースト・カンファレンス（Atlantic Coast Conference 略称ACC）と呼ばれる全米5大スポーツリーグの1つに所属している。ACCは全米第1位のバスケットボール・カンファレンスと称されるとおり、強豪校が多い（デューク大学、ノースカロライナ大学、バージニア大学ほか）。本学は男子スポーツにおいてACC最多の全米チャンピオン（19タイトル）を獲得した。また女子スポーツでも全米チャンピオンの獲得数はACC第2位（7タイトル）に輝いている。2010年以降では本学の男子スポーツ全体が2015年、全米最優秀スポーツプログラムに選ばれた。
男子バスケットボールチームのNCAAトーナメント優勝（2019年）、野球チームのメンズ・カレッジ・ワールドシリーズ優勝（2015年）と、共に全米チャンピオンの座に着いた。またテニスとラクロス、サッカーも何度も全米チャンピオンに輝き、男子テニスチームの全米優勝は2013年、2015年、2016年、2017年、2022年に記録した。男子サッカーチームの全米優勝は7度を数え、そのうち4度は連続ある（1989年、1991年、1992年、1993年、1994年、2009年、2014年）。男子ラクロスチームも7回全米優勝し（1972年、1999年、2003年、2006年、2011年、2019年、2021年）、女子ラクロスチーム全米優勝は1991年、1993年および2004年であった。また
大学で最も人気のあるスポーツはフットボールで、これまでに2度のACCチャンピオンに輝いている。特に、ノースカロライナ大学との試合は「南部でもっとも古いライバル対決」と呼ばれてきた。しかしながら現在もっとも白熱した試合は同じ州内のライバルバージニア工科大学とかわす「コモンウェルス・カップ」である。
バスケットボールもまた人気のあるスポーツである。1980年代にはバスケットボールの名門デューク大学よりも強く、ACC総合勝率もノースカロライナ大学に次いでいた。1990年代以降、成績はリーグ中盤まで下がったが、2006年に屋内競技アリーナの「ジョン・ポール・ジョーンズ競技場」（John Paul Jones Arena）を開設し、また2009年以降はプログラムの強化を図ってワシントン州立大学から新監督を迎えるなどした成果が現れて強豪校として復活した。成績はNCAAトーナメント優勝（2019年）、ACCトーナメント優勝（2014年、2018年）、ACCレギュラーシーズン6勝を成し遂げる（2014年、2015年、2018年、2019年、2021年、2023年）。

## 著名な卒業生・同窓生
- ウッドロウ・ウィルソン - 政治家（第28代アメリカ大統領、ノーベル平和賞受賞者）
- ロバート・ケネディ - 政治家
- エドワード・ケネディ - 政治家
- ジョージ・アレン - 政治家
- ジョン・スノー - 政治家
- エヴァン・バイ - 政治家
- ロバート・トゥームズ - 政治家
- ロバート・モラー - 法律家（第6代FBI長官）
- ハビエル・ソラナ - EU理事会事務総長
- 顔恵慶 - 北京政府国務総理、国際連盟中国首席代表。
- ケイト・ベディングフィールド - ホワイトハウス広報部長
- ジョン・バッカス - 情報工学者
- ケイティ・コーリック - CBS放送ニュースキャスター、ジャーナリスト
- ティナ・フェイ - 女優、脚本家
- ジュリアン・グリーン - 作家
- タキ・テオドラコプロス - 作家
- ロバート・アルドリッチ - 映画監督
- トム・シャドヤック - 映画監督
- ディラン・ウォルシュ - 俳優
- ショーン・パトリック・トーマス - 俳優
- ベンジャミン・マッケンジー - 俳優
- スティーヴン・マルクマス - ミュージシャン、バンド「ペイヴメント」のシンガー
- リチャード・バード - 探検家
- ラルフ・サンプソン - バスケットボール選手
- クラウディオ・レイナ - サッカー選手
- デビッド・アダムス - プロ野球選手
- ブライアン・ブキャナン - プロ野球選手
- ショーン・ドゥーリトル - プロ野球選手
- セス・グライシンガー - プロ野球選手
- ブランドン・ガイヤー - プロ野球選手
- マーク・レイノルズ - プロ野球選手
- ハビアー・ロペス - プロ野球選手
- クリス・テイラー - プロ野球選手
- ライアン・ジマーマン - プロ野球選手
- マット・ショーブ - アメリカンフットボール選手

## 日本人卒業生・同窓生
- 明石康 - 国際連合事務次長
- 岩沢雄二 - 国際法学者・国際司法裁判所裁判官
- 石倉洋子 - 経営学者・実業家・一橋大学教授・デジタル監
- 兼元俊徳 - 警察官僚・熊本県警察本部長・警察大学校長・内閣情報官
- 清原正治 - アメリカンエキスプレス日本法人社長
- 比木武 - Welby創業者・代表取締役

## 日本人教員
- 井川靖彦

## 世界遺産

### 登録基準
この世界遺産は世界遺産登録基準のうち、以下の条件を満たし、登録された（以下の基準は世界遺産センター公表の登録基準からの翻訳、引用である）。
- (1) 人類の創造的才能を表現する傑作。
- (4) 人類の歴史上重要な時代を例証する建築様式、建築物群、技術の集積または景観の優れた例。
- (6) 顕著で普遍的な意義を有する出来事、現存する伝統、思想、信仰または芸術的、文学的作品と直接にまたは明白に関連するもの（この基準は他の基準と組み合わせて用いるのが望ましいと世界遺産委員会は考えている）。

## メディア
- 『羊たちの沈黙』の主人公のクラリス捜査官の出身大学はバージニア大学の設定である。